# Big5
Big-5 또는 Big5는 타이완, 홍콩, 마카오에서 정체자에 쓰이는 중국어 문자 인코딩 방식이다.
간체자를 사용하는 중국 대륙은 GB 문자 집합을 대신 사용한다.
Big5는 이를 개발한 타이완 내 5개 기업의 컨소시엄에서 나온 이름이다. 2016년 2월 기준 모든 웹 페이지 중 0.1%가 Big5를 사용한다.

## 구조
오리지널 Big5 문자 집합의 정렬 순서는 사용 주기, 획순, 그리고 강희자전 순이다.
오리지널 Big5 문자 집합은 흔히 사용되는 수많은 문자들이 빠져있었다. 이 문제를 해결하기 위해 각 벤더는 자체 확장을 개발하였다. ETen 확장은 대중화를 통해 현재의 Big5 표준의 일부로 되었다.
Big5의 구조는 ISO 2022 표준을 준수하지 않으며, Shift JIS 인코딩과 어느 정도 유사하다. 다음 구조의 더블 바이트 문자 집합(DBCS)로 되어 있다.
| 첫 바이트 ("리드 바이트") | 0x81 ~ 0xfe (사용자 정의에 속하지 않은 문자들의 경우 0xa1 ~ 0xf9) |
| 두 번째 바이트            | 0x40 ~ 0x7e, 0xa1 ~ 0xfe                                          |

(앞의 0x는 16진수를 의미한다)

## 확장

### 벤더의 확장
- ETen(倚天)
- 코드 페이지 950
- ChinaSea(中國海字集)
- 사쿠라 폰트
- Unicode-at-on(Unicode補完計畫, 과거 이름: BIG5 확장)
- OPG

### 공식 확장
- Taiwan Ministry of Education font(臺灣教育部造字檔)
- Taiwan Council of Agriculture font(臺灣農委會常用中文外字集)
- Big5+
- Big-5E
- Big5-2003
- CDP(Chinese Data Processing font, 漢字構形資料庫)
- HKSCS(Hong Kong Supplementary Character Set)

## 같이 보기
- 유니코드